# Bretelli
Bretelli was een restaurant in Weert, Nederland. Het had van 2007 tot en met de sluiting in 2018 een Michelinster en had een Bib Gourmand in de periode 2002 tot 2006. In 2013 kende GaultMillau het restaurant 16 van de maximaal 20 punten toe.

## Geschiedenis
Vanaf de opening in 1999 is Jan Marrees de chef-kok van Bretelli. Vanaf 2010 is hij ook de eigenaar van het restaurant. Het restaurant werd gesloten in 2018 vanwege het aflopen van het huurcontract. Jan Marrees opende vervolgens Marrees, ook in Weert. Hoewel de naam van het restaurant een Italiaanse connectie doet vermoeden, is het restaurant in werkelijkheid vernoemd naar een stel bretels.